# Sarakreek
Sarakreek es uno de los seis ressorts, o en neerlandés ressort, en los que se divide el distrito de Brokopondo en Surinam, es el ressort más grande del distrito y se ubica en su extremo sur, contiene completamente el embalse de Brokopondo que le da importancia al distrito.
Limita al norte con la ciudad de Brokopondo, al este, al sur y al oeste con el distrito de Sipaliwini, al noroeste con el ressort de Brownsweg.
En 2004, Sarakreek, según cifras de la Oficina Central de Asuntos Civiles tenía 4913 habitantes.